# Landkreis Lohr am Main
Der Landkreis Lohr am Main, offiziell Landkreis Lohr a.Main, heute oft Altlandkreis Lohr genannt, war ein Landkreis im bayerischen Regierungsbezirk Unterfranken.

## Nachbarkreise
Der Landkreis grenzte 1972 im Uhrzeigersinn im Norden beginnend an den Landkreis Gelnhausen (in Hessen) sowie an die Landkreise Gemünden am Main, Karlstadt, Marktheidenfeld, Aschaffenburg und Alzenau.

## Geschichte

### Bezirksamt

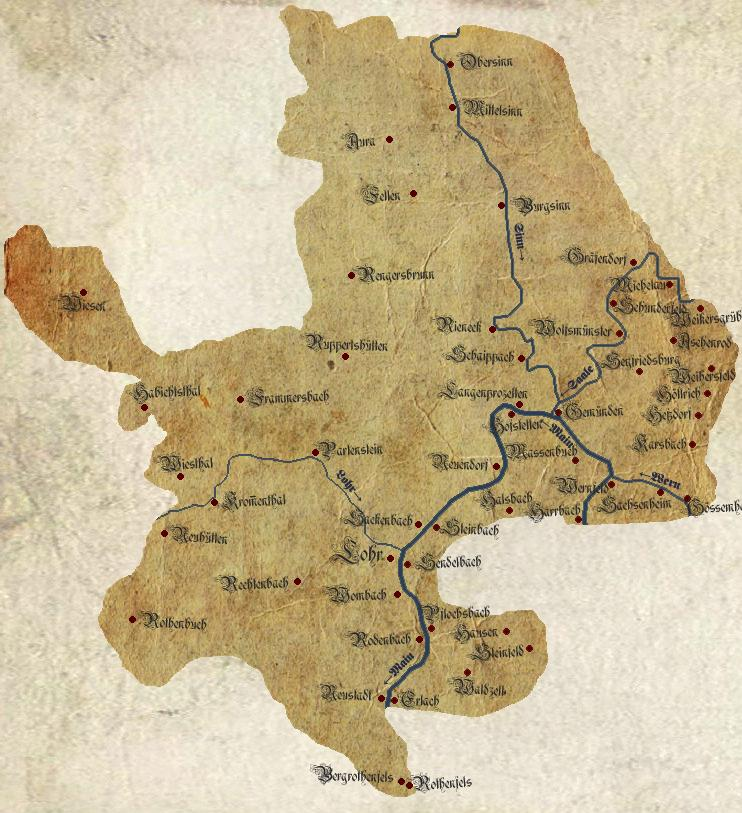
Verwaltungsgebiet des Bezirksamtes Lohr um 1890

Das Bezirksamt Lohr wurde im Jahr 1862 durch den Zusammenschluss der Landgerichte älterer Ordnung Lohr und Rothenfels gebildet.
Das Königliche Bezirksamt Lohr wurde 1872 um das aufgelöste Bezirksamt Gemünden am Main vergrößert. Gleichzeitig wurde der Distrikt Rothenfels an das Bezirksamt Marktheidenfeld abgetreten.
Am 21. Oktober 1873 kehrte die Gemeinde Pflochsbach wieder zurück und wurde auch dem Landgericht Lohr eingegliedert.
Anlässlich der Reform des Zuschnitts der bayerischen Bezirksämter erhielt das Bezirksamt Lohr am Main am 1. Januar 1880 die Gemeinden Habichsthal, Krommenthal, Neuhütten, Rothenbuch und Wiesthal des Bezirksamtes Aschaffenburg und die Gemeinden Bergrothenfels, Erlach, Neustadt am Main, Rothenfels, Steinfeld und Waldzell des aufgelösten Landgerichts Rothenfels aus dem Bezirksamt Marktheidenfeld zurück.
Am 1. Januar 1889 wurde die Gemeinde Steinbach aus dem Bezirksamt Karlstadt eingegliedert.
Im Jahr 1902 wurde das Bezirksamt Gemünden am Main durch Ausgliederung aus dem Bezirksamt Lohr am Main wieder neu gebildet.
Die Gemeinde Halsbach wechselte am 1. Januar 1905 vom Bezirksamt Gemünden am Main ins Bezirksamt Lohr am Main.

### Landkreis
Am 1. Januar 1939 wurde im Deutschen Reich die einheitliche Bezeichnung Landkreis eingeführt. So wurde aus dem Bezirksamt Lohr der Landkreis Lohr.
Entsprechend dem Verwaltungssitz änderte sich der Name des Landkreises am 30. April 1952 in Lohr am Main.
Am 1. Juli 1972 ging der der größte Teil des  Landkreises im Zuge der Gebietsreform mit den Landkreisen Gemünden, Karlstadt und Marktheidenfeld im Landkreis Mittelmain auf, der am 1. Mai 1973 seinen heutigen Namen Landkreis Main-Spessart erhielt. Die Gemeinde Rothenbuch wurde mitsamt dem gemeindefreien Gebiet Rothenbucher Forst dem Landkreis Aschaffenburg zugeschlagen.

## Einwohnerentwicklung
| Jahr | Einwohner | Quelle |
| ---- | --------- | ------ |
| 1864 | 22.401    | [ 7 ]  |
| 1885 | 33.999    | [ 8 ]  |
| 1900 | 34.012    | [ 9 ]  |
| 1910 | 21.601    | [ 9 ]  |
| 1925 | 22.937    | [ 10 ] |
| 1939 | 24.691    | [ 11 ] |
| 1950 | 34.397    | [ 12 ] |
| 1960 | 33.700    | [ 13 ] |
| 1971 | 36.800    | [ 14 ] |

## Politik

### Bezirksamtmänner (bis 1938) und Landräte (ab 1939)
- Karl Lindig (1913–1928)
- Adolf Körner (1929–1932)
- Richard Balles (1933–1938)
- Paul Sonntag (1939–1940)
- 1940–1942 (vakant)
- Karl Gortner (Mitte 1941 bis Ende März 1942 mit der kommissarischen Wahrnehmung der Geschäfte des Landrats in Lohr beauftragt)
- Karl Theodor Jacob (1943–1944)
- Joseph Forster (1943 mit der Wahrnehmung der Geschäfte beauftragt)
- Rudolf Englert (1945–1958)[15]
- Rudolf Balles (1958–1972, CSU)[16]

### Wappen
Das Wappen zeigt eine weiße, senkrechte geschlängelte Teilung, die den Main symbolisiert. Auf der (heraldisch) linken Seite befindet sich Eichenlaub, das den Spessart repräsentiert. Oben auf der rechten Seite befindet sich das weiße Kurmainzer Rad auf rotem Grund, darunter gelbe und rote Balken aus dem Wappen der Grafen von Rieneck.

## Gemeinden
Der Landkreis Lohr umfasste anfänglich 26 Gemeinden, davon zwei Städte und einen Markt. Nachdem 1939 Sendelbach der Stadt Lohr und 1971 Bergrothenfels der Stadt Rothenfels angegliedert worden waren, umfasste der Landkreis bei seiner Auflösung noch 24 Gemeinden. Die Gemeinden, die es heute noch gibt, sind fett geschrieben:
|    | frühere Gemeinde          | heutige Gemeinde          | heutiger Landkreis |
| -- | ------------------------- | ------------------------- | ------------------ |
| 1  | Gemeinde Erlach am Main   | Gemeinde Neustadt a. Main | Main-Spessart      |
| 2  | Markt Frammersbach        | Markt Frammersbach        | Main-Spessart      |
| 3  | Gemeinde Habichsthal      | Markt Frammersbach        | Main-Spessart      |
| 4  | Gemeinde Halsbach         | Stadt Lohr a.Main         | Main-Spessart      |
| 5  | Gemeinde Krommenthal      | Gemeinde Wiesthal         | Main-Spessart      |
| 6  | Gemeinde Langenprozelten  | Stadt Gemünden a.Main     | Main-Spessart      |
| 7  | Stadt Lohr am Main        | Stadt Lohr a.Main         | Main-Spessart      |
| 8  | Gemeinde Neuendorf        | Gemeinde Neuendorf        | Main-Spessart      |
| 9  | Gemeinde Neuhütten        | Gemeinde Neuhütten        | Main-Spessart      |
| 10 | Gemeinde Neustadt am Main | Gemeinde Neustadt a. Main | Main-Spessart      |
| 11 | Gemeinde Partenstein      | Gemeinde Partenstein      | Main-Spessart      |
| 12 | Gemeinde Pflochsbach      | Stadt Lohr a.Main         | Main-Spessart      |
| 13 | Gemeinde Rechtenbach      | Gemeinde Rechtenbach      | Main-Spessart      |
| 14 | Gemeinde Rodenbach        | Stadt Lohr a.Main         | Main-Spessart      |
| 15 | Gemeinde Rothenbuch       | Gemeinde Rothenbuch       | Aschaffenburg      |
| 16 | Stadt Rothenfels          | Stadt Rothenfels          | Main-Spessart      |
| 17 | Gemeinde Ruppertshütten   | Stadt Lohr a.Main         | Main-Spessart      |
| 18 | Gemeinde Sackenbach       | Stadt Lohr a.Main         | Main-Spessart      |
| 19 | Gemeinde Steinbach        | Stadt Lohr a.Main         | Main-Spessart      |
| 20 | Gemeinde Steinfeld        | Gemeinde Steinfeld        | Main-Spessart      |
| 21 | Gemeinde Waldzell         | Gemeinde Steinfeld        | Main-Spessart      |
| 22 | Gemeinde Wiesen1          | Gemeinde Wiesen           | Aschaffenburg      |
| 23 | Gemeinde Wiesthal         | Gemeinde Wiesthal         | Main-Spessart      |
| 24 | Gemeinde Wombach          | Stadt Lohr a.Main         | Main-Spessart      |

1Wiesen kam 1972 zunächst zum Landkreis Main-Spessart und wechselte 1976 in den Landkreis Aschaffenburg.

## Kfz-Kennzeichen
Am 1. Juli 1956 wurde dem Landkreis bei der Einführung der bis heute gültigen Kfz-Kennzeichen das Unterscheidungszeichen LOH zugewiesen. Es wurde bis zum 3. August 1974 ausgegeben.